# Щелчков, Александр Иванович
Александр Иванович Щелчков (30 июля [12 августа] 1906, Москва — 9 января 1970, Ростов-на-Дону) — советский футболист, защитник, футбольный тренер, судья всесоюзной категории (14.03.1934).

## Биография

### Карьера игрока
В качестве футболиста выступал в 1925—1933 годах за московский клуб «АКС»/«РКимА»/«Серп и Молот» (позднее — «Металлург»). Также в 1926 году играл за команду «Металлист» (Москва).

### Карьера судьи
Судейством занимался с 1924 года. Не позднее 1926 года начал работать главным судьёй на матчах чемпионата Москвы. В 1934 году присвоена всесоюзная судейская категория. С 1936 года работал на матчах чемпионата СССР среди клубных команд в высшей лиге. Всего в 1936—1951 годах работал на 88 матчах высшей лиги в качестве главного судьи. До 1938 года (а также в 1945 году) представлял Москву, затем — Ростов-на-Дону, где совмещал судейскую карьеру с работой тренером.
Дважды включался в списки лучших футбольных судей СССР (1948, 1949).

### Карьера тренера
В 1939 году возглавил ростовское «Динамо», под его руководством команда заняла третье место в классе «Б». Снова работал с ростовским «Динамо» в 1947—1950 годах, в 1949 году привёл команду к победе в зональном турнире второй группы, однако по окончании сезона «Динамо» лишилось статуса команды мастеров.
С 1951 года работал в другом ростовском клубе — «Трактор»/«Торпедо»/«Ростсельмаш» (ныне — ФК «Ростов»). В 1951—1952 годах был главным тренером, в 1953 году — тренером, в 1956—1964 годах — начальник команды.
Скончался в 1970 году в Ростове-на-Дону.